# Jonathan Rossini
Jonathan Rossini (ur. 5 kwietnia 1989 w Giubiasco) – szwajcarski piłkarz występujący na pozycji obrońcy. Zawodnik Albissoli, do której jest wypożyczony z Sassuolo.

## Kariera klubowa
Rossini treningi rozpoczął w wieku 6 lat w klubie FC Sant’Antonino. W 2000 roku trafił do juniorskiej ekipy Bellizony. W sezonie 2004/2005 w jej barwach rozegrał 1 spotkanie w Challenge League. W 2005 roku został graczem juniorów Sampdorii. W sezonie 2008/2009 grał na wypożyczeniu w Legnano z Lega Pro Seconda Divisione oraz w Cittadelli z Serie B.
W 2009 roku Rossini na zasadzie współwłasności został pozyskany przez Udinese Calcio. Sezon 2009/2010 spędził na wypożyczeniu w drugoligowym Sassuolo. W 2010 roku Sampdoria odkupiła od Udinese połowę praw do karty Rossiniego i powrócił on do zespołu z Genui, jednak w 2011 znów został wypożyczony do Sassuolo.
W 2013 podpisał kontrakt z Sassuolo. Z tego zespołu był wypożyczany do Parmy, Bari, Savony, Livorno, Pistoiese, Pontedery oraz Albissoli.

## Kariera reprezentacyjna
W reprezentacji Szwajcarii Rossini zadebiutował 3 marca 2010 roku w przegranym 1:3 towarzyskim meczu z Urugwajem.